# اتلویازی (اخلاط)
اتلویازی {{ترکی|Otluyazı) (به ارمنی: Խուլիկ) (به کردی: Xûlik) یک منطقهٔ مسکونی در ترکیه است که در اخلاط واقع شده‌است. اتلویازی ۷۷۲ نفر جمعیت دارد.